# Pałac w Chocianowie
Pałac w Chocianowie (niem. Schloss Kotzenau) – zabytkowy pałac w mieście Chocianów.
Jeden z zabytków  położony przy drodze prowadzącej do Chojnowa.

## Historia
Budowa gotyckiego zamku rozpoczęła się w XIII w. na polecenie księcia świdnicko-jaworskiego Bolka I Surowego i stał się siedzibą książąt legnickich. W 1444 r. został sprzedany niemieckiej rodzinie Dornheinów jako lenno. Szybko zmieniał właściciela. Po nich mieli tu swoją rezydencję kolejno Nostitzowie, Stoschowie i Dohnowie. Na początku XVIII w. zamek należący do Melchiora Gotloba Rederna został przebudowywany na barokową rezydencję w latach 1728–1732. Projekt i prace remontowe powierzone zostały architektowi Martinowi Frantzowi z Rewla. Podczas tej rozbudowy założono również park pałacowy, a obok pałacu powstały dwie oficyny. Od 1734 dobra są w rękach bezdzietnego Carla Albrechta von Redern (zm. 1766). Po jego śmierci spadkobiercą zostaje syn jego siostry Henrietty i Wilhelma Alexandera zu Donna-Schlodien  – Wilhelm Christoph Gottlob zu Dohna-Schlodien (1724-1787), żonaty z Friederike von Reichenbach-Goschütz (1740–1814). W XIX w. zamek poddano restauracji, kolejna miała miejsce w latach 1937-1939. Pod koniec II wojny światowej pałac częściowo spłonął i popadał w coraz większą ruinę, jedynie w 1954 przeprowadzono prace zabezpieczające. Od 1997 roku pałac ma prywatnego właściciela.

## Opis

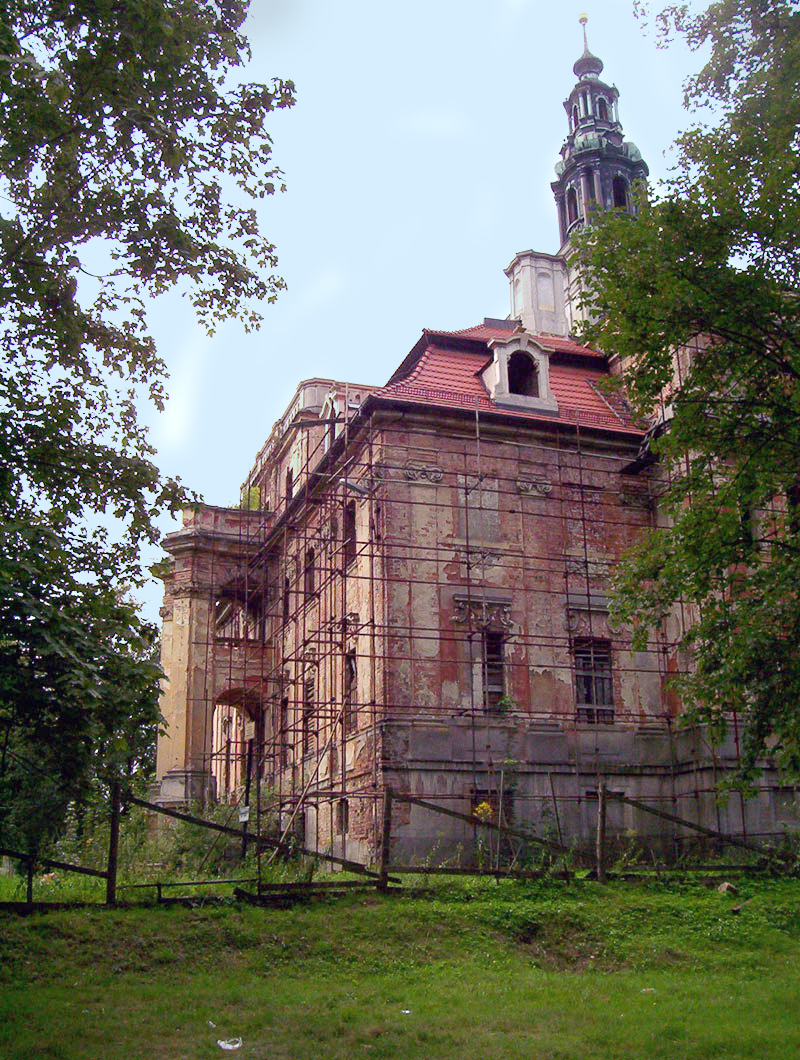
Pałac w Chocianowie podczas remontu w 2007

Piętrowy pałac, z wysokim parterem, wybudowany na planie prostokąta, kryty czterospadowym dachem mansardowym z lukarnami. Od frontu potężny dwupiętrowy, mocno wysunięty ryzalit zwieńczony kamienną balustradą z barakowy portalem z czterema kolumnami korynckimi (flankowanymi podwójnie) podtrzymującymi balkon.  Z założenia średniowiecznego zachowała się jedynie masywna, czworoboczna wieża, zwieńczona  hełmem w stylu rokokowym z latarnią.

## Wieża
Wieża widokowa na Wzgórzu Fryderyki 165 m n.p.m. (niem. Aussichtsturm auf der Friederikenhöhe) położona w lesie około 5 km na południowy-zachód od pałacu. Wieża została wbudowana w stylu neogotyckim w XIX w. na cześć hrabiny Friederike von Reichenbach-Goschütz (1740–1814), matki Wilhelma Augusta zu Dohna-Schlodien (1769–1837).